# 方谷站
方谷站（日语：／ Hōkoku eki */?）是位於岡山縣高梁市中井町西方，西日本旅客鐵道（JR西日本）的伯備線車站。車站編號為「JR-V15」。

## 歷史
- 1928年（昭和3年）10月25日 - 國有鐵道伯備線全線開通（備中川面站至足立站之間開業），此站啟用。但是，包含此站在內，備中川面站至上石見站之間在同年11月25日才開始營運。
  - 當時車站地址為岡山縣上房郡中井村西方。
- 1955年（昭和30年）2月1日 - 中井村編入至高梁市（第一次），車站地址為岡山縣高梁市中井町西方。
- 1987年（昭和62年）4月1日 - 伴隨國鐵分割民營化，車站由西日本旅客鐵道（JR西日本）營運。
- 2004年（平成16年）10月1日 - 隨著高梁市（第二次）成立，車站地址為岡山縣高梁市中井町西方。

## 構造

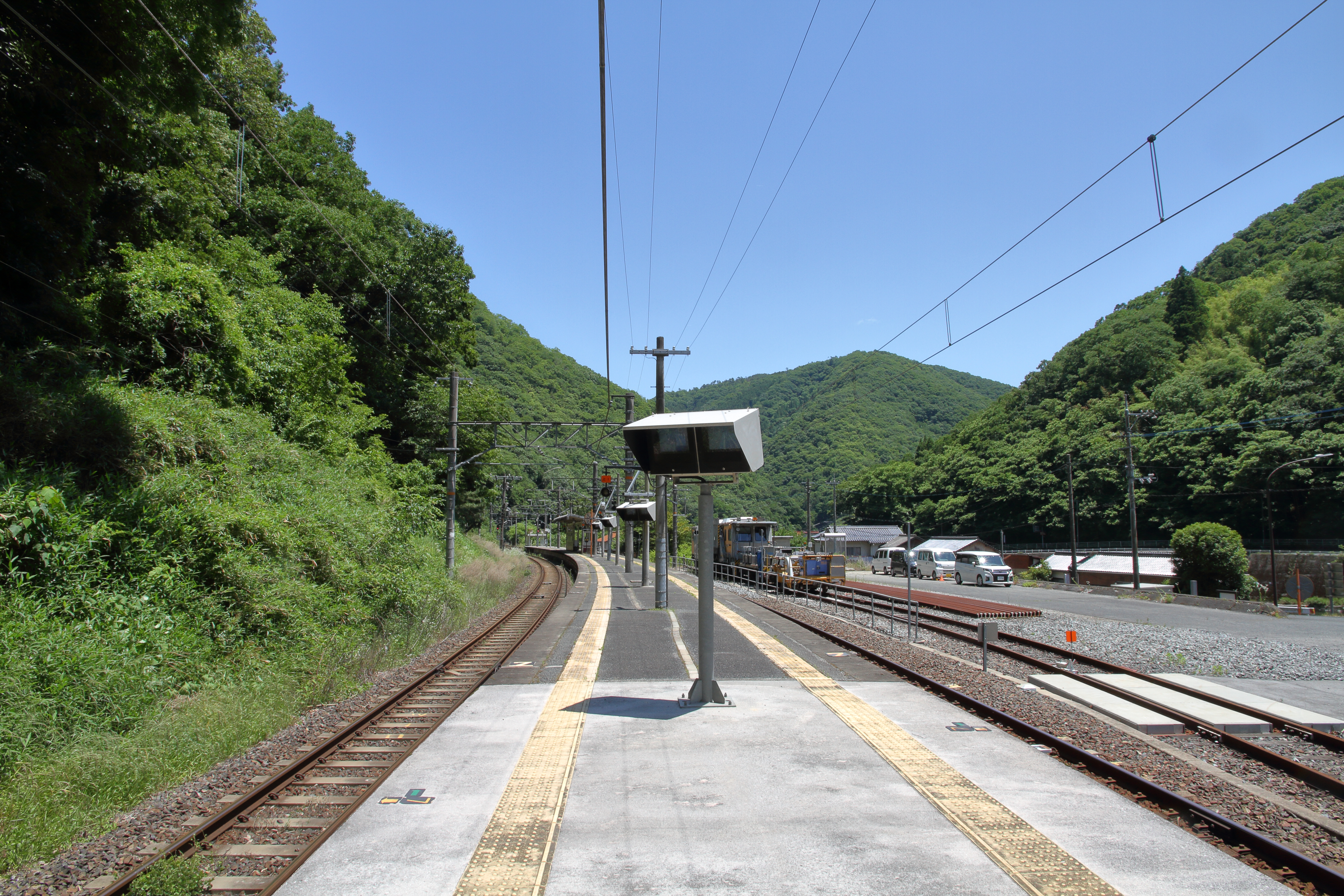
月台（2024年6月）

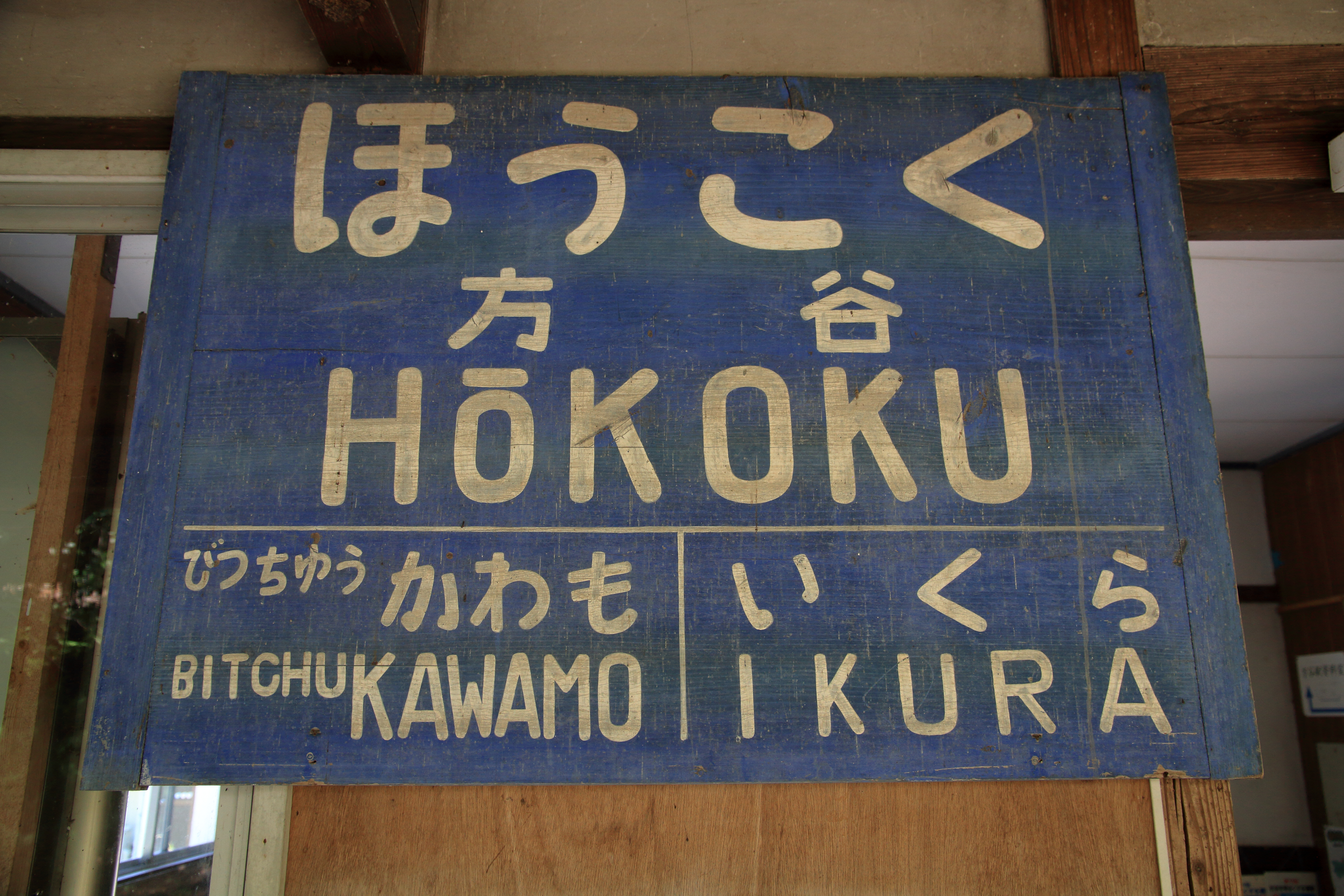
前國鐵樣式的站名牌（2024年6月）

車站是一座地面車站，設有1面2線的島式月台。車站建在傾坡上，月台位於較高地方。曾經月台設有平交道連接車站大樓，現時設有行人隧道連接兩處。月台上設有候車空間。車站位於懸崖與河川之間。
車站由新見站管理，為簡易委託車站。現時櫃臺暫停服務（曾經車站大樓內設有流動售票機發售車票）。車站大樓被登錄為國家登錄有形文化財。

### 月台
| 月台              | 路線   | 上下行 | 方向           |
| ----------------- | ------ | ------ | -------------- |
| 車站大樓對面（1） | 伯備線 | 上行   | 倉敷、岡山方向 |
| 車站大樓一邊（2） | 伯備線 | 下行   | 新見、米子方向 |

※在旅客資訊上沒有使用月台編號。月台編號只用在列車運輸指令上。

## 使用狀況
以下為近年1日平均乘車人次列表：
| 乘車人次變化 | 乘車人次變化    |
| 年度         | 1日平均乘車人次 |
| ------------ | --------------- |
| 1999         | 72              |
| 2000         | 68              |
| 2001         | 69              |
| 2002         | 52              |
| 2003         | 49              |
| 2004         | 50              |
| 2005         | 50              |
| 2006         | 51              |
| 2007         | 48              |
| 2008         | 47              |
| 2009         | 43              |
| 2010         | 26              |
| 2011         | 18              |
| 2012         | 18              |
| 2013         | 15              |
| 2014         | 15              |
| 2015         | 14              |
| 2016         | 12              |
| 2017         | 13              |
| 2018         | 13              |

## 周邊
車站附近為中井地區的村落，車站周邊設有數間商店和居民。
- 高梁川
- 國道180號（日语：国道180号）
- 岡山縣道197號方谷停車場線（日语：岡山県道197号方谷停車場線）
- 岡山縣道320號若代方谷停車場線（日语：岡山県道320号若代方谷停車場線）
- 豬風來美術館(距離車站3公里)

## 相鄰車站
西日本旅客鐵道
 伯備線
備中川面（JR-V14）－方谷（JR-V15）－（廣石號誌站）－井倉（JR-V16）

## 注腳
1. ↑  岡山縣統計年報
2. ↑  KSB超級J頻道 2013/05/24播放

## 外部連結
- 方谷｜車站資訊：JR出門網 - 西日本旅客鐵道（日語）